# کارمند شرکت (فیلم ۲۰۰۰)
کارمند شرکت (به انگلیسی: Company Man) یک فیلم سینمایی آمریکایی در ژانر کمدی به نویسندگی و کارگردانی پیتر آسکین و داگلاس مک‌گراث است که در سال ۲۰۰۰ ساخته شده‌است. در این فیلم مک گراث، سیگورنی ویور، جان تورتورو، رایان فیلیپ، الن کامینگ، آنتونی لاپالیا، وودی آلن و دنیس لری بازی می‌کنند.

## باکس آفیس
این فیلم با بودجه ۱۶ میلیون دلاری ۱٫۴۶۱٫۹۳۱ دلار فروش داشته‌است.